# Cheilosia zlotini
Cheilosia zlotini är en tvåvingeart som beskrevs av Peck 1969. Cheilosia zlotini ingår i släktet örtblomflugor, och familjen blomflugor. Inga underarter finns listade i Catalogue of Life.